# Ikujiro Nonaka
Ikujiro Nonaka (野中 郁次郎) (Tóquio, 10 de maio de 1935 – Tóquio, 25 de janeiro e 2025) foi professor emérito da Universidade Hitotsubashi. Em 2008 o Wall Street Journal o listou como uma das pessoas com o pensamento mais influente na área de negócios. Ele é mais conhecido pelo seu trabalho na área de gestão de conhecimento e é co-autor do livro The Knowledge-Creating Company.

## Morte
Nonaka morreu de pneumonia, no dia 25 de janeiro de 2025, aos 89 anos.